# Kondovo, Haskovo
Kondovo (în bulgară Кондово) este un sat în comuna Ivailovgrad, regiunea Haskovo,  Bulgaria. 

## Demografie
Componența etnică a satului Kondovo
     Turci (3,27%)
     Nicio identificare (77,04%)
     Bulgari (19,67%)
     Romi (0%)
La recensământul din 2011, populația satului Kondovo era de 122 locuitori. Din punct de vedere etnic, majoritatea locuitorilor (77,04%) erau persoane neidentificate etnic, existând și minorități de bulgari (19,67%) și turci (3,27%). Pentru 77,04% din locuitori nu este cunoscută apartenența etnică.